# اعتراضات ۲۰۱۹–۲۰۲۲ سودان
اعتراضات ۲۰۱۹–۲۰۲۲ سودان، اعتراضاتی خیابانی در سودان بود که از اواسط سپتامبر ۲۰۱۹، در جریان گذار سودان به دموکراسی، در مورد مسائلی از جمله انتصاب رئیس دیوان عالی و دادستان کل جدید، کشتار غیرنظامیان توسط نیروهای واکنش سریع (RSF)، اثرات سمّی سیانور و جیوه حاصل از استخراج طلا در ایالت‌های شمالی و کردفان جنوبی، مخالفت با فرماندار ایالت در القضارف و دادگاه نمایشی هماهنگ‌کنندگان انجمن متخصصان سودان (SPA) و حمایت از برکناری مقامات دولت قبلی در دریای سرخ، نیل سفید و دارفور جنوبی آغاز شد. این اعتراضات در پی اعتراضات خیابانی انقلاب سودان و نافرمانی مدنی از انتقال قدرت اجرایی به شورای حاکمیت انتقالی کشور، نخست‌وزیر غیرنظامی عبدالله حمدوک و کابینه وزیران او در اوایل سپتامبر ۲۰۱۹ صورت گرفت. حمدوک، دوره گذار ۳۹ ماهه را مطابق با اهداف انقلاب، توصیف کرد.